# Valente
Valente är en ort i Brasilien.   Den ligger i kommunen Valente och delstaten Bahia, i den östra delen av landet, 1 000 km nordost om huvudstaden Brasília. Valente ligger 357 meter över havet och antalet invånare är 12 588.
Terrängen runt Valente är platt. Närmaste större samhälle är Santaluz, 19,8 km nordost om Valente.
Omgivningarna runt Valente är huvudsakligen savann. Runt Valente är det ganska tätbefolkat, med 54 invånare per kvadratkilometer.